# Doruchów
Doruchów (in tedesco Doruchow, dal 1940 al 1945 Dietrichswerder) è un comune rurale polacco del distretto di Ostrzeszów, nel voivodato della Grande Polonia.
Ricopre una superficie di 99,33 km² e nel 2004 contava 5 116 abitanti.